# Baneth Jerachmiel Bernhard
Baneth Jerachmiel Bernhard (Szécsény, 1815 – Liptószentmiklós, 1871. október 21.) rabbi.
Baneth Ezekiel legifjabb fia s egyszesmind hírneves atyjának egyik legtehetségesebb tanítványa volt.  Atyján kívül Szófer Mózes is tanítója volt a Talmudban. Liptószentmiklóson telepedett le és híres jesivát tartott fenn. A később felajánlott ortodox rabbiállást elfogadta ugyanott, de minden fizetség nélkül. Békeszeretete és jósága miatt a nem ortodox irányzat hívei előtt is rendkívüli tiszteletnek örvendett.